# Дел Кари
Вордел Стефен Кари Старији, познатији скраћено као Дел Кари (енгл. Dell Curry; Харисонбург, 25. јун 1964), бивши је амерички кошаркаш. Играо је на позицијама бека и крила. Најбоље је играо током наступа за Шарлот хорнетсе, где је 1994. освојио награду за најбољег шестог играча лиге, испред Нејта Макмилана.

## Биографија
Кари је играо колеџ кошарку на универзитету Вирџинија Тек од 1982. до 1986. где је наступао за екипу Вирџинија Тек хокиса.
На НБА драфту 1986. одабрао га је Јута џез као 15. пика. Целу своју каријеру је провео у НБА лиги где је наступао пуних шеснаест сезона. Играо је за Јуту џез, Кливленд кавалирсе, Шарлот хорнетсе (10 сезона), Милвоки баксе и Торонто репторсе. Освојио је награду за најбољег шестог играча лиге у сезони 1993/94.
Има два сина и обојица су професионални кошаркаши. Далеко познатији Стефен (1988) игра за Голден Стејт вориорсе а члан је и репрезентације САД. Млађи син Сет (1990) је такође наступао у НБА.